# Cerkev sv. Pavla, Esslingen am Neckar
Cerkev sv. Pavla v  Esslingenu am Neckar je zgodnjegotska verska stavba iz 13. stoletja in najstarejša ohranjena cerkev beraškega reda v Nemčiji. Stoji na zahodnem robu Marktplatza in skupaj s protestantsko mestno cerkvijo sv. Dionizija ter Marijino cerkvijo (Frauenkirche) na pobočju setavlja kompleks, ki daje podobo mestu.

## Zgodovina
Temeljni kamen za cerkev je bil položen leta 1233 hkrati z ustanovitvijo dominikanskega samostana. Dejanska gradnja se je začela leta 1255. Aprila 1268 je Albertus Magnus posvetil cerkev. Triladijska stebrna bazilika je bila prva obokana dominikanska cerkev v Nemčiji. V prvih stoletjih so jo uporabljali tudi kot grobnico. Najstarejši ohranjeni del opreme je grobna plošča augsburškega pomožnega škofa Johannesa Haiterbacha, ki je umrl v Esslingenu leta 1447. Plošča je izdelana iz rdečega marmorja. Stara cerkev ubožnega reda je bila v obdobju ikonoklazma oropana in je izgubila večino okrasja. Leta 1532 so jo dominikanci opustili. Do leta 1802 so jo nato uporabljali kot evangeličansko cerkev, nato pa kot shrambo hrane in vina. Od leta 1827 do 1832 je bil v njej pod vodstvom Karla Pfaffa Esslinger Liederfeste, pevski festival. Leta 1861 je cerkev kupila esslingenska katoliška uprava za 15.000 zlatnikov. V obdobju do posvetitve leta 1864 je bilo zgrajeno župnišče. Blizu cerkve stoji samostanska zgradba, ki je bila v reformaciji sirotišnica in šola, zdaj je v njej Waisenhofschule.

## Zgradba
Prvotno je na severni strani nastala cerkev preprostega sloga, kot kaže fasada, v šestem oboku je bil glavni portal. Ob preoblikovanju v 20. stoletju je položaj cerkve postal neprivlačen. Glavni vhod je zdaj na zahodni strani, ki je bila nekoč le deset metrov od mestnega obzidja. Namesto stolpa ima cerkev svetega Pavla le strešnega jezdeca. Kor in ladja nista poravnana, nima transepta. Pri obnovi leta 1664 so bile narejene bele fuge med peščenjakovimi bloki. Obnovljene so bile leta 1994.

## Oprema
Okna vzhodnega oltarja so iz leta 1934, so delo Adolfa Saileja. Med vitraži v poligonalnem koru so motivi iz Pavlovih pisem, okna nad korom so nastala leta 1961 in so delo Wilhelma Geyerja. V majhnih medaljonih so podobe iz Stare zaveze, na večjih površinah pa iz Nove zaveze. Pet kornih oken so predstavili javnosti na cvetno nedeljo leta 1962, a so bile že od samega začetka polemike. Druga okna so nastala leta 1995 in so dela Emila Kiessa ter leta 2003, ki jih je naredil Johannes Schreiter. 

### Orgle
Orgle so iz leta 1966, izdelalo jih je podjetje Rieger (Schwarzach, Vorarlberg), obnovljene pa so bile leta 1994. Imajo 41 registrov na treh manualih in pedal. 
- Weckmannova Madona
- Nagrobna plošča
- Cerkvena ladja
- Figura iz jaslic